# Jon Anderson
Pour les articles homonymes, voir Anderson.
Jon Anderson, né le 25 octobre 1944 à Accrington (Royaume-Uni), est un auteur-compositeur-interprète et musicien multi-instrumentiste britannique, surtout connu en tant que chanteur du groupe Yes de 1968 à 1980 et de 1983 à 2004, dont il est un cofondateur
Il a aussi fait partie de deux groupes constitués d'ancien membres de Yes : Anderson Bruford Wakeman Howe, entre 1988 et 1991, et Yes Featuring Jon Anderson, Trevor Rabin, Rick Wakeman, entre 2010 et 2018. Il fait également une carrière solo, commencée en 1976 avec l'album Olias of Sunhillow (sur lequel il est le seul musicien) et au cours de laquelle il a sorti treize autres disques. Il collabore aussi avec d'autres artistes comme Vangelis — sous le nom de Jon and Vangelis —, Roine Stolt et Jean-Luc Ponty. Il apparait sur des albums de King Crimson, Tangerine Dream, Iron Butterfly, Mike Oldfield, Kitaro et Lawrence Gowan, entre autres.

## Biographie

### Jeunesse
John Roy Anderson nait le 25 octobre 1944 à Accrington, dans le Lancashire en Angleterre. Son père, Albert, est natif d'Écosse alors que sa mère, Kathleen, a des ancêtres irlandais.
Dès son jeune âge, il forme un petit groupe, nommé Little John's Skiffle Group, avec lequel il joue de la planche à laver — le fameux washboard — et reprend des succès de Lonnie Donnegan et d'autres chanteurs. Mais, à 15 ans, il doit quitter l'école et le groupe afin d'aider sa famille à joindre les deux bouts et met donc la musique en veilleuse ; il aide son père laitier dans ses tournées quotidiennes, il est aussi ouvrier agricole puis camionneur.
Dès 1962, il revient à la musique et, jusqu'en 1967, Jon est membre du groupe The Electric Warriors, qui devient rapidement The Warriors. Âgé de 18 ans, il est tout d'abord chanteur harmoniste accompagnateur, puis chanteur soliste en lieu et place de son frère aîné Tony Anderson, ce dernier restant harmoniciste, puis quitte le groupe pour joindre la formation rock espagnole Los Bravos. The Warriors compte plusieurs membres influents qui deviennent par la suite des musiciens reconnus du rock progressif : outre Jon Anderson lui-même, on retrouve Brian Chatton aux claviers qui rejoindra ensuite Flaming Youth en 1969 avec Phil Collins puis Jackson Heights en 1972 avec l'ex-bassiste des Nice, Lee Jackson, ainsi que David Foster à la basse qui jouera par la suite avec le groupe Badger de Tony Kaye après son départ de Yes, et finalement le batteur Ian Wallace que l'on retrouvera ensuite avec King Crimson.

### Années 1960
En 1968, Jon publie deux 45 tours sous le pseudonyme de Hans Christian Anderson, dont le tube des Associations Never my Love avec en face B All of the Time ainsi que Autobiography of a Hobo/Sonata of Love. Un autre single sera enregistré, Out of My Mind/Someone in Heaven Knows mais ne paraîtra qu'en disque pirate en 1999. Il rejoint ensuite pendant quelque temps le groupe The Gun, puis fait la connaissance de Chris Squire, ex-The Syn, dans une boîte de nuit appelée La Chasse sur Wardour Street à Londres, où Jon donne parfois un coup de main pour le service au bar. Il se joindra alors au nouveau groupe formé par Chris Squire et Peter Banks, Maybel Greer's Toyshop. De nouvelles chansons sont élaborées dont Beyond and before qui sera reprise par Yes sur leur premier album, Jeanetta et Images of You and Me.
Au cours de l'été 1968, le groupe est rejoint par le batteur Bill Bruford et le claviériste Tony Kaye avec lesquels il forme le groupe Yes (nom attribué à Peter Banks), point central de la carrière de Jon Anderson.

### Années 1970
Dès 1970, Jon prête sa voix et son talent à d'autres groupes et artistes : ainsi on le retrouve sur l'album Lizard du groupe King Crimson en 1970, sur la chanson Prince Rupert Awakes.

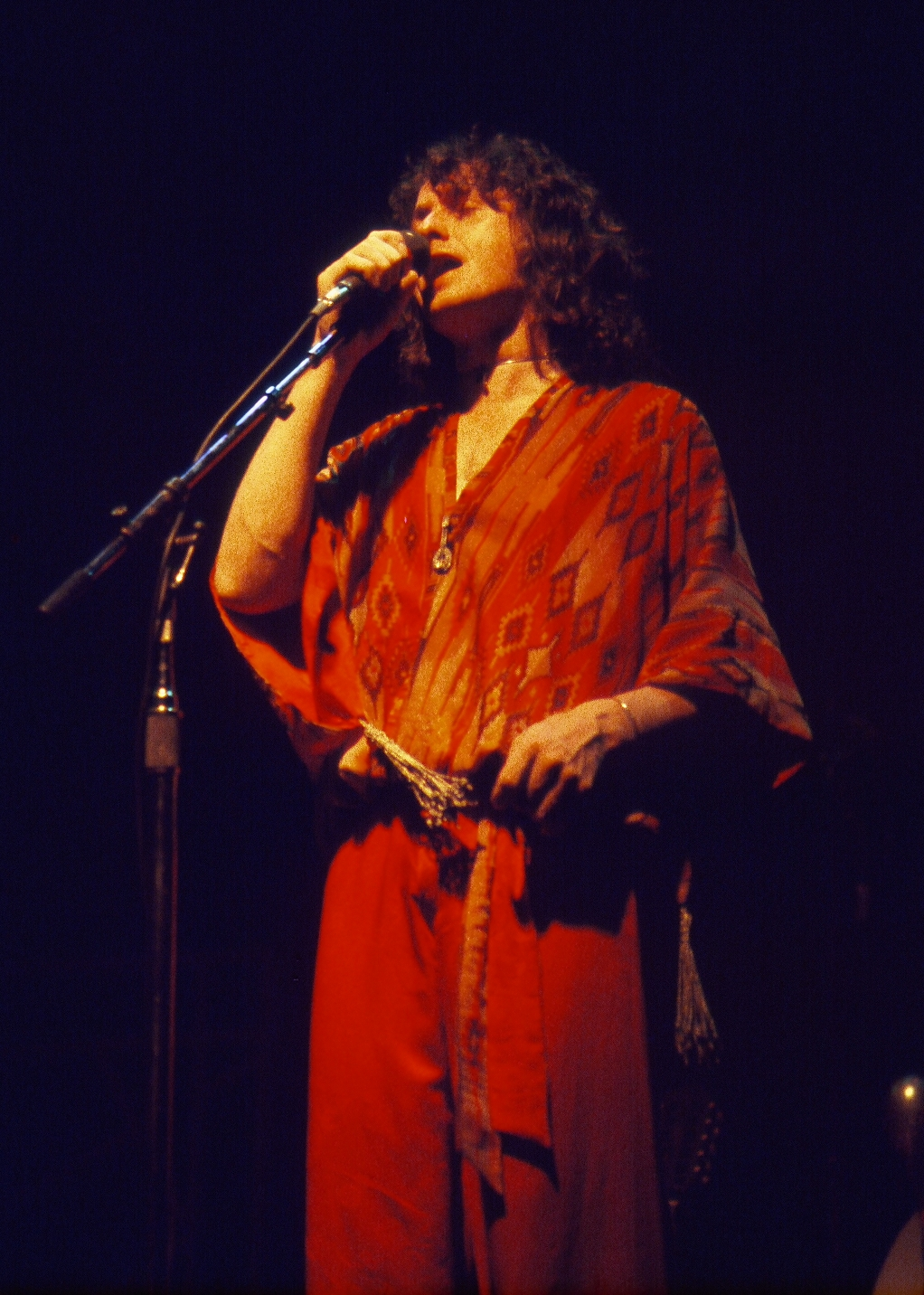
Jon Anderson en 1977

En 1972, il coproduit avec Geoffrey Haslam One Live Badger, le premier album en concert de Badger, le nouveau groupe de Tony Kaye.
Le premier album solo de Jon Anderson Olias of Sunhillow, réalisé entièrement seul, date de 1976, ce dernier est considéré comme son meilleur. Cet album est, malgré tout, considéré comme son plus sombre alors que le reste de la production de Jon est beaucoup plus lumineux. En 1975, il chante sur la pièce So long ago, so clear pour l'album Heaven and Hell de Vangelis. Il joue aussi de la harpe sur l'album Opéra sauvage en 1979 sur la pièce Flamants Roses. On le retrouve aussi au chant sur l'album See You Later en 1980 sur deux chansons, puis la même année, il s'associe de plus près avec Vangelis et sort l'album Short Stories, qui sera un gros succès, suivi en 1981 par The Friends of Mr. Cairo, en tout il y aura 4 albums du duo jusqu'en 1991.
En 1976, Jon participe à l'album solo du batteur de Yes, Alan White (qui a remplacé Bill Bruford en 1973) Ramshackled, sur la chanson Spring - Song Of Innocence avec le guitariste Steve Howe (qui a remplacé Peter Banks dans Yes en 1970).
En 1979, après avoir enregistré neuf albums avec le groupe dans ses différentes formations, Jon Anderson quitte Yes, en même temps que Rick Wakeman (qui, entre 1974 et 1975, avait été brièvement remplacé par Patrick Moraz). Avec Trevor Horn au chant et Geoff Downes aux claviers, Yes ne survivra qu'une seule année sans ses membres emblématiques. Le groupe met fin à son activité en 1980.

### Années 1980-1990
Dans les années 1980, Jon Anderson collabore également avec Mike Oldfield et Tangerine Dream entre autres.
Sa discographie solo s'amplifie dans les années 1980 (4 albums), mais surtout dans les années 1990 (8 albums), où il publie des albums de tout genre, pop, folk et New Age.
Sa collaboration avec Vangelis, sous le nom Jon and Vangelis, a donné naissance à quatre albums de 1980 à 1991, mais le duo semble s'être brouillé au sujet du contenu du quatrième album Page of Life qui sortit sous deux formes différentes. L'une en 1991 et l'autre en 1998, en version remaniée, sans la permission de Vangelis.
En 1983, il participe à la reformation de Yes, avec Tony Kaye, le claviériste original, le bassiste Chris Squire, le batteur Alan White, et un nouveau venu, le guitariste sud-africain Trevor Rabin. Cette reformation enregistrera 2 albums en 1983 et 1987, avec notamment le tube planétaire Owner of a lonely heart.
En 1989, Jon Anderson rejoint ses anciens compères de Yes, Bill Bruford, Rick Wakeman et Steve Howe pour fonder l'éphémère groupe Anderson, Bruford, Wakeman, Howe (ou ABWH) qui sortira un unique album. Le groupe, alors basé en Angleterre, est surnommé « YesEast », alors que la formation des quatre autres musiciens actuels de Yes avec Trevor Rabin et établie à Los Angeles, est appelée « YesWest ».
En 1991, après des poursuites judiciaires, les deux formations se réunissent pour un album en commun Union, sur lequel cependant les deux formations enregistrent leurs chansons séparément, accompagnés par Jon Anderson au chant sur tous les titres sauf deux pièces instrumentales. Les huit musiciens se retrouvent néanmoins ensemble sur scène pour une tournée mondiale, avant que Howe, Wakeman et Bruford ne quittent à nouveau Yes.
En 1994, Jon Anderson enregistre un album avec la formation de Yes avec Trevor Rabin, puis entre 1996 et 2001, cinq albums avec diverses formations du groupe, qui ont vu le retour de Steve Howe et, temporairement, de Rick Wakeman.
Il a vécu en France avec Jennifer Baker, — alors son épouse —, dans une ferme à Saint-Paul-de-Vence durant plus de cinq ans dès la toute fin des années 1970, faisant ainsi la connaissance des peintres Marc Chagall (qui lui inspirera une chanson en duo avec la soprano française Sandrine Piau, Chagall Duet sur l'album Change We Must en 1994) et André Verdet, qui sont alors de proches voisins, ce dernier lui inspirant ainsi quelques chansons et thèmes musicaux. En 1990, il retourna en France pour enregistrer des démos entre le Domaine de Miraval, toujours en Provence à Le Val, et Paris, pour le compte du groupe Anderson-Bruford-Wakeman-Howe, cette fois en vue d'un hypothétique second album dont le titre devait être Dialogue mais qui ne vit jamais le jour.

### Années 2000-2010

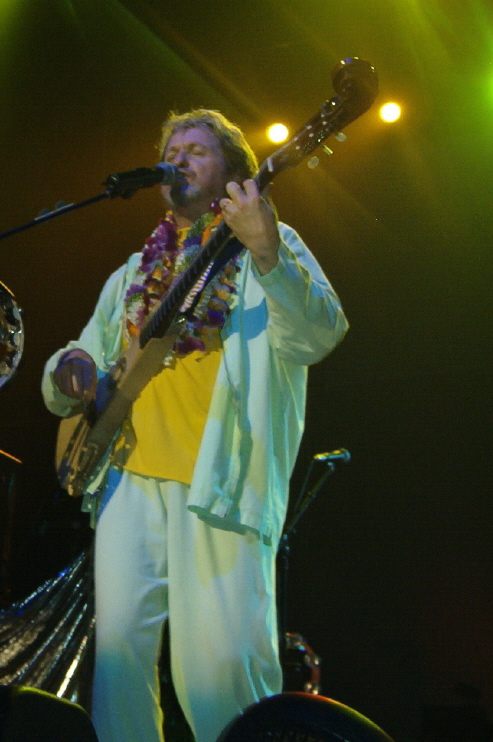
Jon Anderson en 2003

Dans les années 2000, sa production discographique diminue considérablement, tandis qu'il continue de parcourir le monde dans de vastes tournées avec Yes. En effet, même si la production de disques studio a aussi cessé pour le groupe de 2001 à 2011, celui-ci connaît toujours le succès en concert, surtout après le retour de Rick Wakeman, reconstituant ainsi la formation la plus emblématique de Yes (Anderson, Howe, Squire, Wakeman, White).
Jon participe en 2007 à l'album Excalibur II The Celtic Ring composé par Alan Simon et, en 2009, à l'album NAMAH par Peter Machajdik. Le titre Circle of Life d'Alan Simon obtient le Grammy Award du meilleur titre par le Prog Rock Hall of Fame américain.
En 2008, des problèmes de santé pulmonaires l'obligent à renoncer à chanter temporairement. La tournée mondiale de Yes Close to the Edge and Back (avec Oliver Wakeman qui a remplacé son père, lui aussi souffrant) est alors annulée. Elle reprendra en 2009 sans Jon Anderson qui est remplacé par le Montréalais Benoît David, chanteur de Close to the Edge, un groupe hommage qui interprète depuis des années des chansons de Yes. Au cours de cette tournée, aucune mention n'est faite sur scène de Jon Anderson par les membres du groupe. Le remplacement du chanteur à la voix mythique paraît donc devoir dépasser le temps de la tournée.
Après avoir vécu vingt-cinq ans en Californie, Jon obtient la nationalité américaine en mars 2009.
Jon poursuit ses activités en solo à un rythme ralenti, santé oblige, et une tournée en collaboration avec Rick Wakeman est à nouveau planifiée durant l'automne 2010, à la suite de l'album studio The Living Tree. Après cette tournée, sort l'album The Living Tree in Concert Part One le 28 novembre 2011, sur lequel on retrouve des chansons de Yes en plus de celles du duo Anderson-Wakeman.
En 2014, Jon se joint au violoniste français Jean-Luc Ponty, célèbre pour son travail avec le Mahavishnu Orchestra ainsi qu'avec Frank Zappa, pour former le Anderson-Ponty Band. Un nouvel album de cette association parait le 25 septembre 2015, intitulé Better Late Than Never, avec de nouveaux arrangements de classiques de Yes, Wonderous Stories, Roundabout, Owner of a Lonely Heart, And You And I et Time and a Word, ainsi que des pièces de Ponty, comme Mirage réarrangée et retitrée Infinite Mirage. Cet album a été enregistré lors d'une performance en concert au Wheeler Opera House à Aspen au Colorado le 20 septembre 2014 et contient aussi un DVD du concert.
Puis, le 24 juin 2016, sort l'album Invention of Knowledge, réalisé conjointement avec le guitariste suédois Roine Stolt.
Le 7 avril 2017 à Brooklyn, Jon Anderson retrouve des membres et anciens membres de Yes lors de l'introduction du groupe au Rock and Roll Hall of Fame : il y interpréte Roundabout et Owner of a lonely Heart avec Steve Howe, Trevor Rabin, Rick Wakeman et Alan White, la basse étant tenue successivement par Geddy Lee et Steve Howe en remplacement de Chris Squire mort en 2015. Bill Bruford, bien que présent à la cérémonie ne joue pas, et Tony Kaye, lui aussi récompensé est absent.

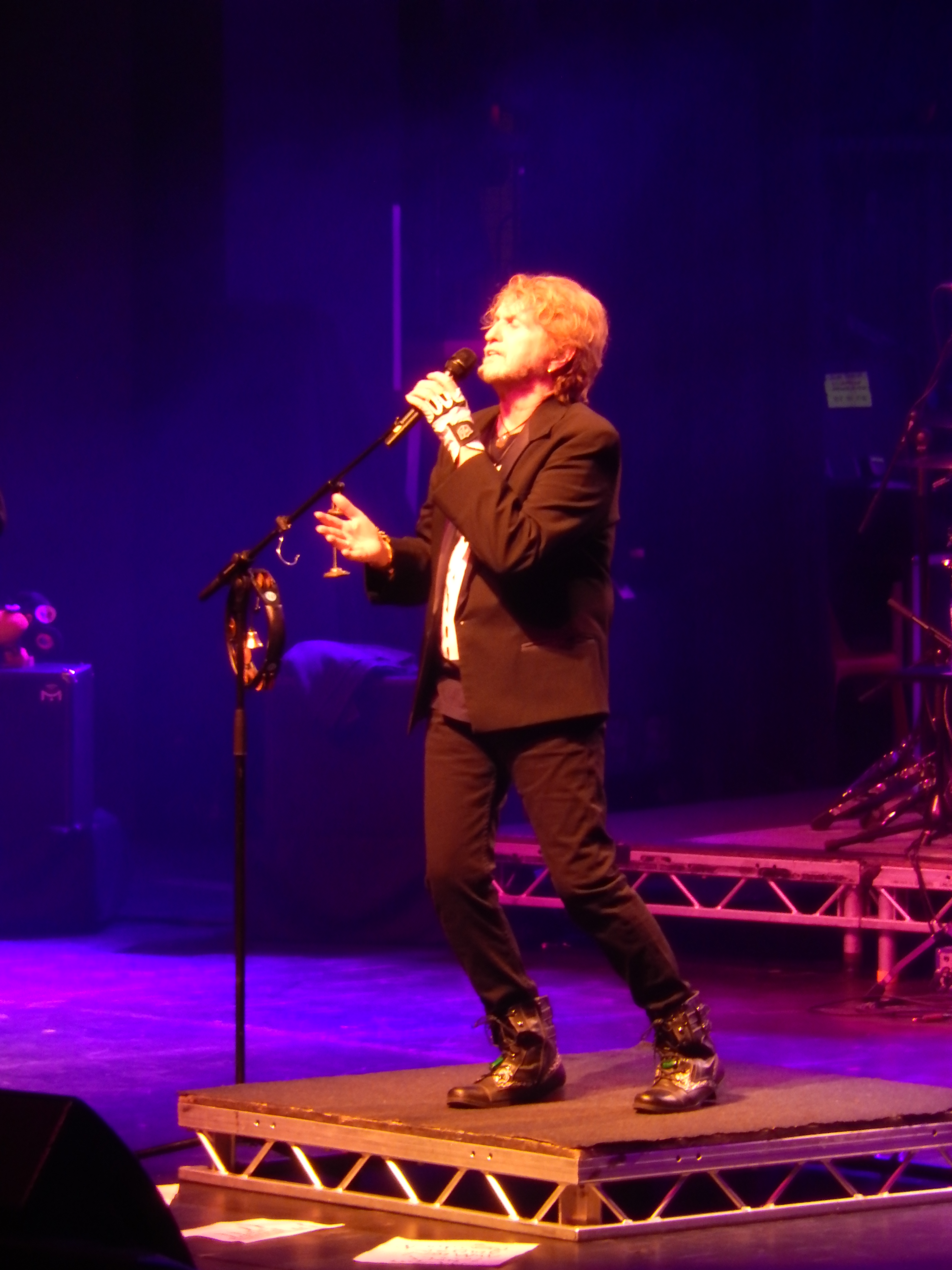
Jon Anderson (ARW) au Cirque Royal de Bruxelles en mars 2017

En 2018, Jon retrouve Rick Wakeman et Trevor Rabin pour former un nouveau groupe nommé initialement ARW pour Anderson Rabin Wakeman, puis Yes Featuring Jon Anderson, Trevor Rabin, Rick Wakeman; le trio est rejoint par Lee Pomeroy à la basse et Lou Molino III à la batterie, qui avaient déjà joué respectivement avec Rick Wakeman et Trevor Rabin. Le groupe entame en octobre 2016 une tournée intitulée An Evening of Yes Music and More, poursuivie durant l'année 2017 alors qu'un album live, Yes Featuring Anderson, Rabin, Wakeman Live at The Apollo, est sorti en Août 2018 et présente leur concert de Mars 2017 à Manchester en Angleterre. Durant ses concerts, ce « Yes parallèle » interprète des titres de Yes, aussi bien des longs morceaux progressifs époque Wakeman (sans Rabin) que des courtes chansons pop époque Rabin (sans Wakeman), ainsi que Lift Me Up extrait de l'album Union, le seul album du groupe où jouent à la fois Rabin et Wakeman, mais pas sur les mêmes titres !
Au cours de l'année 2018, Yes, alors formé de Steve Howe, Alan White, Geoff Downes, Jon Davison (qui a remplacé Benoît David) et Billy Sherwood fête son 50e anniversaire : sur scène, d'anciens membres (Tony Kaye, Patrick Moraz) se joignent au groupe sur un ou quelques morceaux. Cependant, Jon Anderson, Trevor Rabin et Rick Wakeman ne participent pas aux festivités avec Yes, préférant fêter l'anniversaire de leur côté au sein de leur nouveau groupe.

### 2023-2024
Accompagné par le groupe Geeks, Anderson a effectué une tournée au printemps 2023 sous le titre « Yes Epics and Classics », avec une setlist consacrée à des morceaux de Yes du début des années 1970. À propos de Yes, Anderson a déclaré à Rolling Stone :
   J'ai le sentiment que, dans mon esprit, dans mes pensées, je suis toujours dans Yes, même si je suis tombé très malade et que [Yes] a dû continuer.
Il a également exprimé son souhait d'une réunion de Yes et a déclaré qu'il se sentait en mode très créatif tout le temps et qu'il avait beaucoup de musique à sortir au cours des cinq prochaines années, car il terminait alors quatre projets

### 2024-aujourd'hui: album: True
La tournée avec Geeks se poursuit au printemps/été 2024 avec les mots « and more » ajoutés au titre de la tournée, et avec de nouvelles chansons interprétées sur la tournée côte à côte avec des morceaux de Yes. Anderson confirme en mai 2024 la sortie le 23 août 2024 chez Frontiers Records d'un nouvel album solo (9 titres) intitulé True, enregistré avec Geeks (avec qui il était en tournée en Amérique depuis 2023) et coproduit, réalisé et mixé par le bassiste et directeur musical de Band Geek, Richie Castellano. Selon Anderson, le nouvel album comprendra des œuvres plus longues, notamment un titre de 12 minutes et un titre de 15 minutes. Il sera précédé du single Shine On, qui sortira avec une vidéo d'accompagnement en juin 2024.

## Discographie

### The Warriors

#### Single
- 1964 : You came along/Don't make me blue - Decca Records

#### Album
- 2003 : The Warriors : Bolton Club 1965 - VoicePrint

### Hans Christian Anderson

#### Singles
- 1968 : Never My Love/All of the Time
- 1968 : Autobiography af a Mississippi Hobo/Sonata of Love
- 1968 : Out of my Mind/Someone in Heaven Knows enregistré en 1968 mais jamais publié, elles sont toutefois disponible sur le disque-pirate Pre Yes - The Goddess Of Mercy (1999).

### Yes
| - 1969 : Yes - 1970 : Time and a Word - 1971 : The Yes Album - 1971 : Fragile - 1972 : Close To The Edge - 1973 : Tales from Topographic Oceans - 1974 : Relayer - 1974 : Yesterdays - 1977 : Going for the One - 1978 : Tormato - 1983 : 90125 - 1987 : Big Generator - 1991 : Union - 1994 : Talk - 1996 : Keys To Ascension - Mi-studio, mi-concert - 1997 : Keys to Ascension 2 - Mi-studio, mi-concert - 1997 : Open Your Eyes - 1999 : The Ladder - 2001 : Magnification | - 1973 : Yessongs - 1980 : Yesshows - 1985 : 9012Live: The Solos - 1996 : Keys To Ascension - Mi-studio, mi-concert - 1997 : Keys to Ascension 2 - Mi-studio, mi-concert - 1997 : Something's Coming The BBC Recordings 1969 1970 - Enregistrements pour la BBC - 2000 : House Of Yes : Yes From House Of Blues - 2005 : Songs From Tsongas - 2005 : The Word Is Live - 2007 : Live At Montreux 2003 - 2009 : Symphonic Live - 2011 : Union Live - 2015 : Progeny Seven Shows From Seventy-Two - 2021 : Union 30 Live |

### Albums solos

#### Années 1970
- The Sky And His Shadow (1975) (Démos - rare)
- Olias of Sunhillow (1976)

#### Années 1980
- Song Of Seven (1980) - Avec Deborah et Jade Anderson
- Animation (1982) (Rééd. CD 2006 OPIO 01)
- 3 Ships (1985) -  Avec Jade Anderson
- In The City Of Angels (1988)

#### Années 1990
- The Power of Silence (1992)
- The Best of South America (1993)
- Deseo (1994)
- Change We Must (1994)
- Close To The Hype (C2T Hype) (1994) (EP remixes) - Avec son fils Damian Anderson
- The Deseo Remixes (1995)
- Angels Embrace (1995)
- Royal Event (1995) (Live at the Royal Albert Hall 1980)
- Lost Tapes Of Opio (1996) (Album enregistré en 1989/90, pour la Jon Anderson's Opio Foundation) (point de départ des Lost Tapes À partir de 2006 - cf infra)
- Toltec (1996)
- The Promise Ring (1997)
- EarthMotherEarth (1997)
- The More You Know (1998)
- Chagall (1999) (demos)

#### Années 2000
- In Elven Lands: The Fellowship (2005) (Inspiré des récits de J. R. R. Tolkien
- Live From La La Land (2006) (OPIO 02)
- 3 Ships / 22th (2007) (OPIO 03)
- The Lost Tapes series (Boîtier 20 CD, initialement prévue) (2006-2008: OPIO fond./Voiceprint):
  - Interview (2006) (JAVPBX01CD)
  - The Mother's Day Concert (2006) (demos) (JAVPBX02CD)
  - Searching For Songs (2006) (demos) (JAVPBX03CD)
  - Live In Sheffield 1980 (2006) (JAVPBX04CD)
  - Watching The Flags That Fly (2006) (JAVPBX05CD) (Issu des We Make Believe * Yesoteric bootlegs de 1990 - Démos personnelles dans le sud de la France en 1990, en vue de A.B.W.H. II Dialogue)
  - The Lost Tapes Of Opio (2007) (JAVPBX06CD)
  - From Me To You (2008) (Basé sur des chants d'oiseaux) (JAVPBX07CD)

#### Années 2010
- Survival And Other Stories (2010) (OPIO 04)
- Open (2011) (20 min 54 s - 25 oct.)
- 1000 Hands: Chapter One (2019) - Avec Steve Howe, Chris Squire, Brian Chatton, Chick Corea, Alan White, Jean-Luc Ponty, Ian Anderson, entre autres.

#### Années 2020
- True (2024)

### Jon & Vangelis

#### Albums studio
- Short Stories (1979)
- The Friends of Mr. Cairo (1981)
- Private Collection (1983)
- Page of Life (1991) (Contient 12 titres)
- Page of life (1998) (Version alternative remaniée par Jon Anderson sans l'accord de Vangelis. Contient 9 titres plutôt que 12 sur la version officielle.)

#### Compilation
- The Best of Jon and Vangelis (1984)
- Chronicles (1994)

### Anderson Bruford Wakeman Howe
- Anderson Bruford Wakeman Howe (1989)
- An Evening Of Yes Music Plus (1993)
- Live At The NEC (2012)
- Incas Valley (2014)

### Anderson Wakeman
- The Living Tree (2010)
- The Living Tree in Concert Part One (2010)

### Anderson Ponty Band
- Better Late Than Never - CD + DVD (2015)

### Anderson - Stolt
- Invention of knowledge (2016)

### Yes featuring Jon Anderson, Trevor Rabin, Rick Wakeman

#### Single
- 2018 : Fragile

#### Albums
- 2018 : Yes Featuring Anderson, Rabin, Wakeman : Live at The Apollo 2 CD
- 2018 : Yes Featuring Anderson, Rabin, Wakeman : 50th Anniversary Live at The Apollo Inclut 3 disques vinyles, 1 DVD + 1 Blu-Ray 5.1

### Collaborations

#### Années 1970
- 1970 - Lizard - De King Crimson - Chant sur Prince Rupert Awakes
- 1971 - Colin Scott With Friends - Chant
- 1973 - All to bring you morning de Johnny Harris- Chant sur la pièce-titre
- 1975 - Heaven and Hell de Vangelis - Chant sur So long ago, so clear
- 1975 : Scorching Beauty de Iron Butterfly - Chœurs sur Pearly Gates
- 1976 - Ramshackled de Alan White - Chant sur Spring-Song of innocence avec Steve Howe
- 1979 - Opéra Sauvage de Vangelis - Harpe sur Flamants Roses

#### Années 1980
- 1980 - See you later de Vangelis - Chant sur Suffocation et See you later
- 1981 - Fundamental Frolics - Artistes Variés
- 1981 - 1984 - De Rick Wakeman - Chant sur Hymn
- 1983 - Crises de Mike Oldfield - Chant sur In High Places
- 1985 - St. Elmo's Fire/Music from the Original Motion Picture Soundtrack - Artistes Variés
- 1985 : Cage of Freedom de la B. O. Metropolis - Original Motion Picture Soundtrack - Artistes variés - Chant sur Cage Of Freedom
- 1985 - Scream For Help de John Paul Jones - B O du film Scream For Help - Chant sur Silver Train et Christie
- 1986 - Do You Want To Be A Hero? - B O du film Biggles de John Hough
- 1986 - Chocks Away - B O du film Biggles de John Hough
- 1986 - Legend de Tangerine Dream - Chant sur Loved by the Sun
- 1986 - Shine de Mike Oldfield - Single
- 1987 - Great Dirty World de Gowan - Chant sur Moonlight Desires
- 1988 - The seventh One  de Toto (1988) - Chant sur I can't stop loving you
- 1989 - Reach out de Green/Price - Single

#### Années 1990
- 1990 - Requiem For The Americas: Songs From The Lost World  de Jonathan Elias
- 1992 - Dream de Kitaro - Chant sur trois pièces avec sa fille Deborah Anderson
- 1993 - Symphonic Music Of Yes par le London Philharmonic Orchestra
- 1993 - Along The Amazon de Charlie Bisharat
- 1993 - Close To The Hype de C2T Hype
- 1994 - It's About Time  de Tadamitsu Saito
- 1994 - Angelus de Milton Nascimento
- 1996 - Heaven & Earth de Cielo Y Tierra
- 1998 - The Phenomenon de Demis Roussos
- 1998 - Portraits Of Bob Dylan de Steve Howe

#### Années 2000
- 2000 - Outbound de Béla Fleck & The Flecktones
- 2002 - Songs de Sir John Betjeman & Mike Read
- 2002 - Captivated de Eduardo M Del Signore - Jon est au chant et aux claviers
- 2003 : Light Walls de Steve Howe - Chant sur Sad Eyed Lady of the Lowlands
- 2004 - The Futurist de Robert Downey Jr.
- 2005 - Illumine (A Rock Opera) de No Nation
- 2006 - In Elven Lands de The Fellowships
- 2007 - Culture Of Ascent  de Glass Hammer
- 2007 - Excalibur 2 : l'anneau des Celtes de Alan Simon
- 2007 - Systematic Chaos de Dream Theater - Dialogue sur Repentance
- 2008 - Namah de Peter Machajdik

#### Années 2010
- 2011 - Path To Zero de Jonathan Elias
- 2014 - Fall In Love With The World de United Progressive Fraternity
- 2014 - Úlfur de Todmobile
- 2015 : The Word is... de HuDost & Steve Kilbey
- 2016 : Between the Earth and the Sky de Oakes & Smith

## DVD
- Jon Anderson - Tour Of The Universe (2005) (83 min)

## Hommage
- Poems from Topographic Oceans (dedicated To Jon Anderson), Vic Rosca, éd. PublishAmerica (22 mai 2006)